# Burgwallen Oude Zijde
Burgwallen Oude Zijde è un quartiere dello stadsdeel di Amsterdam-Centrum, nella città di Amsterdam.
Questa parte della città è stata costruita durante il Medioevo, tra il XII secolo e XV secolo. L'edificio principale è la Oude Kerk, la cui costruzione iniziò intorno al 1300.

## Galleria d'immagini

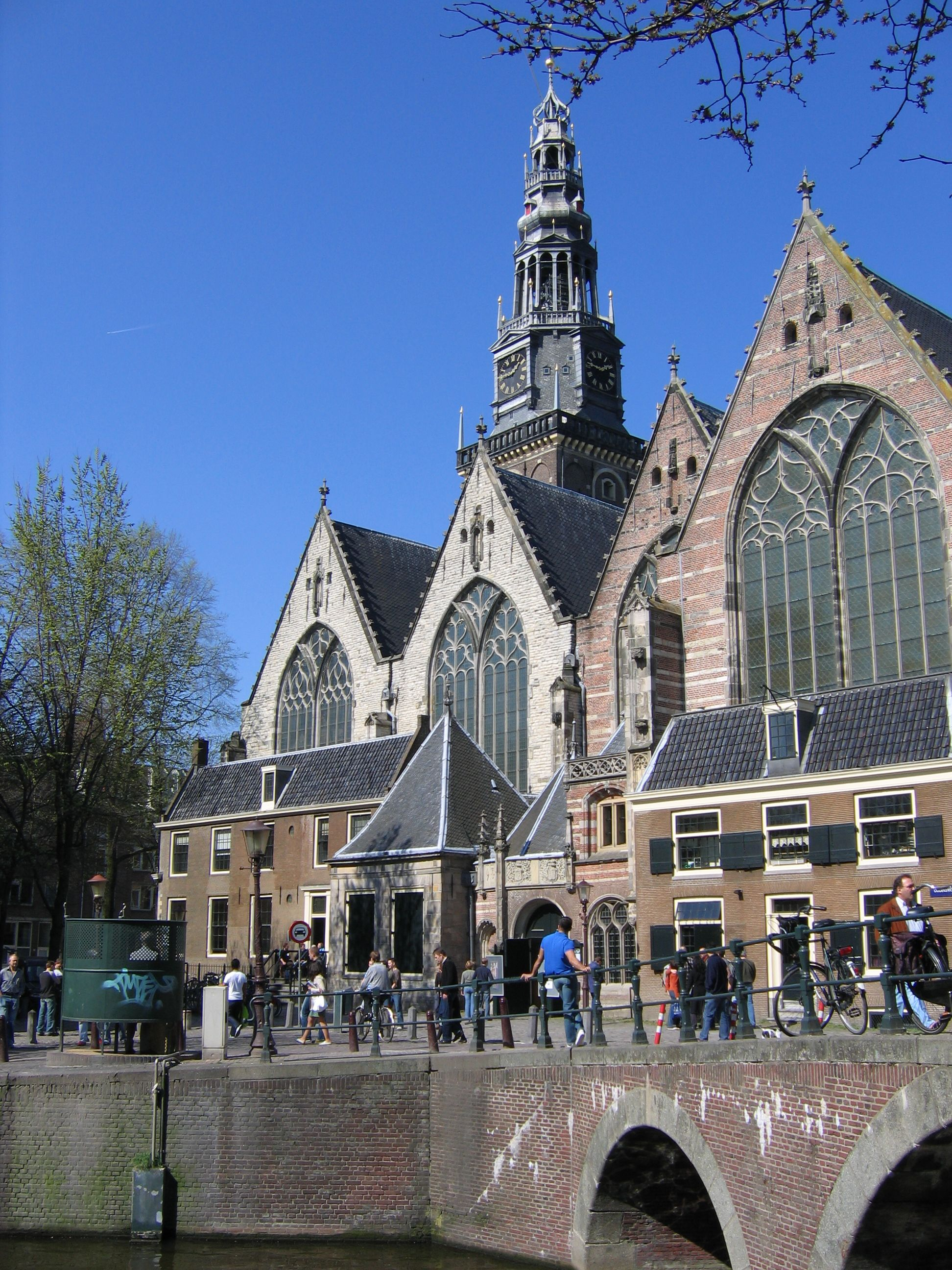
La Oude Kerk.
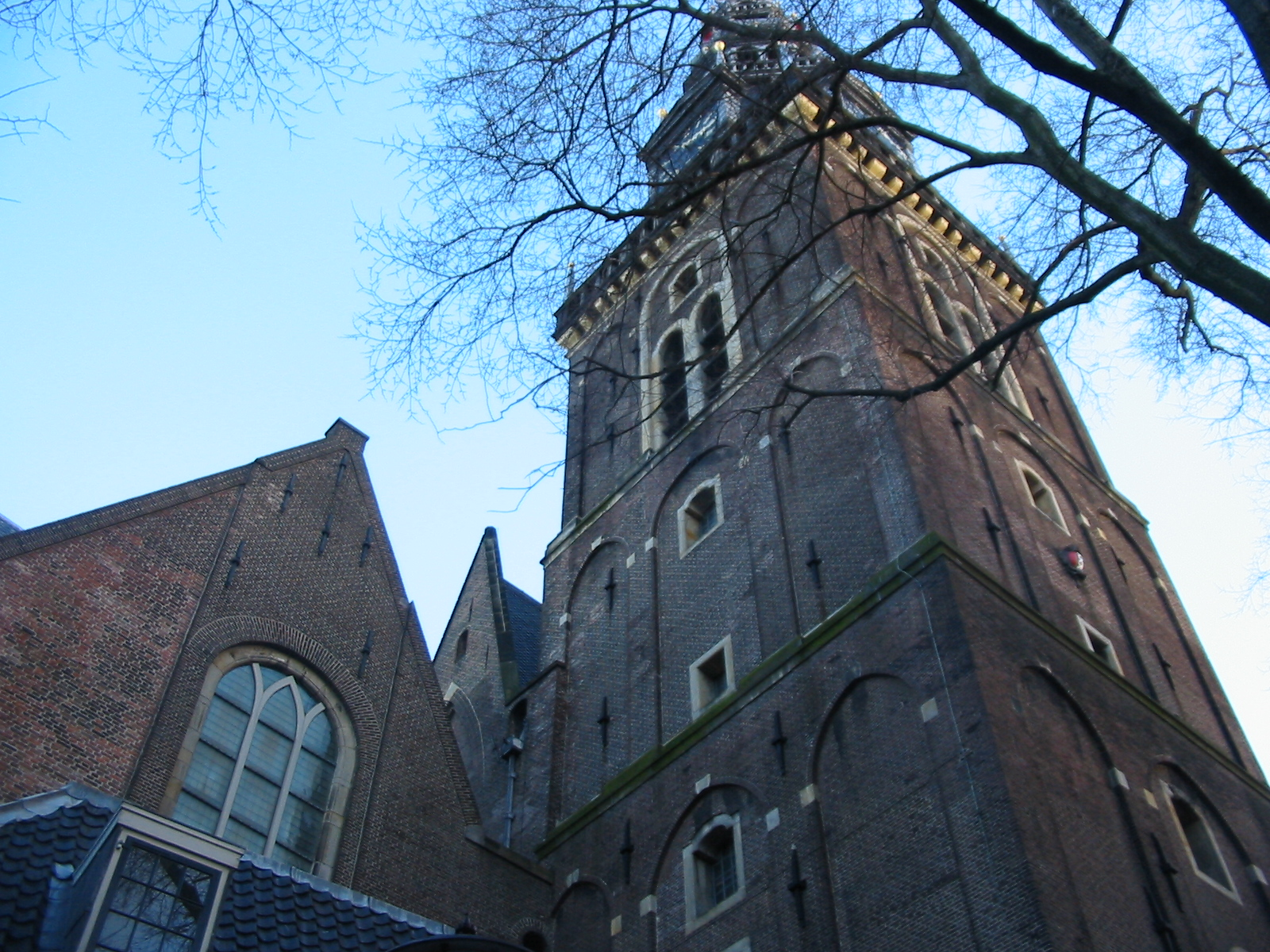
Il campanile della Oude Kerk.
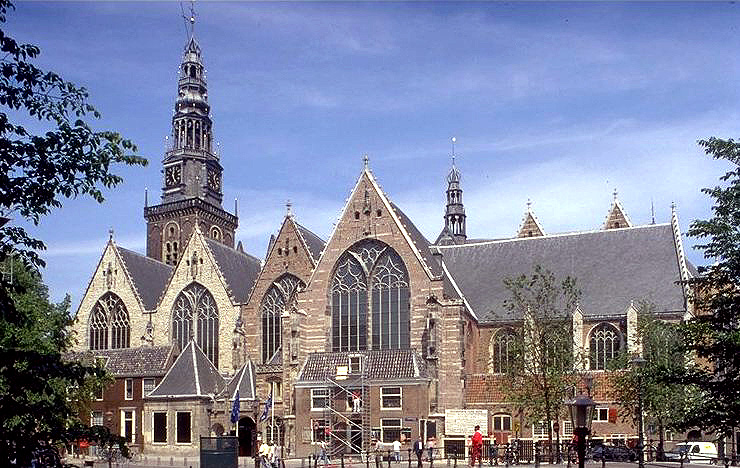
Altra visuale di Oude Kerk.
Una stradina di Burgwallen Oude Zijde.